# Thâmela Coradello
Thâmela Coradello Galil (Piúma, 12 juli 2000), spelersnaam Thâmela, is een Braziliaans beachvolleyballer.

## Carrière
Thâmela behaalde in 2018 met Anne Figueredo een negende plaats bij de WK onder 19 in Nanjing. Datzelfde jaar deed ze met Ana Carolina dos Santos mee aan de Olympische Jeugdspelen in Buenos Aires, waar ze eveneens als negende eindigde. Het jaar daarop kwam ze met Ingridh Arrigo in actie op de WK onder 21 in Udon Thani. In 2021 debuteerde ze met Elize Maia in de FIVB World Tour. Het duo nam deel aan drie toernooien en behaalde daarbij de overwinning in Praag en vijfde plaatsen in Brno en Itapema. Het daaropvolgende seizoen speelden ze op vijf toernooien in de Beach Pro Tour – de opvolger van de World Tour. In Tlaxcala wonnen ze de bronzen medaille en Itapema en Kuşadası kwamen ze tot een negende plaats. In de Zuid-Amerikaanse competitie behaalden ze drie podiumplaatsen: brons in Santiago, goud in Mollendo en zilver bij de seizoensfinale in Uberlândia.
Thâmela sloot het seizoen af aan de zijde van Talita Antunes. In november wonnen ze het Elite16-toernooi van Kaapstad door het Amerikaanse tweetal Terese Cannon en Sarah Sponcil in de finale te verslaan en eindigden ze als negende in Uberlândia. In 2023 namen ze deel aan tien toernooien in de mondiale competitie. Bij de Challenge-toernooien van La Paz en Saquarema bereikten ze de kwartfinales. Het jaar daarop speelde Thâmela drie internationale wedstrijden met Elize Maia, voordat ze een team vormde met Victória Lopes. Het duo kwam in 2024 bij vier Elite16-toernooien in actie. Ze boekten de toernooizege in João Pessoa op Taiana Lima en Talita en eindigden als derde in Hamburg en Rio de Janeiro. In 2025 kwamen ze bij vier toernooien tot twee overwinningen (Saquarema en Ostrava).

## Palmares
FIVB World Tour
- 2021:  2* Praag

Beach Pro Tour
- 2022:  Tlaxcala Challenge
- 2022:  Elite16 Kaapstad
- 2024:  Elite16 Hamburg
- 2024:  Elite16 João Pessoa
- 2024:  Elite16 Rio de Janeiro
- 2025:  Elite16 Saquarema
- 2025:  Elite16 Ostrava